# Галицкая, Артемизия Георгиевна
Артеми́зия Гео́ргиевна Га́лицкая (укр. Артемізія Георгіївна Галицька; 1912, Садгора, Черновицкий округ, Герцогство Буковина, Австро-Венгерская империя — 1985, Караганда, Карагандинская область, Казахская АССР, СССР) — украинский политический и военный деятель, активистка национального движения на Буковине. Кавалер Бронзового Креста Заслуги (1945).
Получив образование, с 1932 года работала учительницей, преподавала украинский язык. Неоднократно преследовалась румынскими властями, в 1937 году вступила в Организацию украинских националистов, занималась помощью арестованным украинцам и распространением литературы. После начала Второй мировой войны перешла в ОУН(б), активно боролась с румынской, немецкой и советской оккупацией Буковины. С 1942 года работала в организационной референтуре Центрального провода ОУН, занималась выпуском поддельных паспортов, участвовала в идеологической и медицинской подготовке бойцов. В дальнейшем была референтом краевого провода ОУН на Западноукраинских землях (1943—1944), референтом женской сети Станиславского областного провода (1944), занималась организацией подполья, высылкой литературы, а также проведением переговоров с румынскими властями. В 1944 году вернулась на Буковину, получив назначение на пост проводника Буковинского областного провода ОУН. Участвовала в создании Буковинского куреня Украинской повстанческой армии, руководила борьбой ОУН на территории Буковины против органов советской власти, войск НКВД и Красной армии. В 1944 году взята в плен, получила ранение в бою. В результате чекистской операции выдала информацию о ряде руководителей и членов украинского подполья, ошибочно полагая, что помогает расследованию Службы безопасности ОУН. В 1945 году осуждена на десять лет лагерей, после освобождения проживала в Казахстане, где и скончалась.

## Биография

### Молодые годы
Артемизия Галицкая родилась в 1912 году в селе Садгора под Черновцами. По другим данным — в 1911 году, или — в селе Новая Жучка. Мать — домохозяйка; отец — учительствовал, был четарем Буковинского куреня (1918—1919), убит в бою с большевиками, когда дочери было восемь лет. Данные об отчестве разнятся — Григорьевна, Георгиевна, Теофиловна. Мещанка, из многодетной семьи. Была шестым ребёнком, имела четырёх братьев и сестру: Николай (1885), Семён (1888), Стефа (1898), Корнилий (1902), Илларий (1907). Историками Семён идентифицируется с С. Г. Галицким, одним из основателей коммунистической партии Буковины.
Окончила школу в Кишинёве и учительскую семинарию в Ботошани. Пойдя по отцовскому пути, с 1932 года работала учительницей, преподавала в школах Черновцов, Садгоры, сёл Глыбокского и Путильского районов. Несмотря на запреты румынских властей, преподавала детям украинский язык, историю и культуру, в связи с чем подвергалась преследованиям и неоднократно теряла работу. Была активной участницей просветительского движения, изучала медицинское дело для того, чтобы как можно всеохватнее помочь своему угнетённому народу, закончила два курса медицины. Остро ощутив на себе национальную дискриминацию, в 1937 году вступила в Организацию украинских националистов (ОУН), тогда Галицкой было 25 лет. Была известна под псевдонимами «Мотря», «Юрко», «Федькович».
В 1940 году, после присоединения Западной Украины и Буковины к Украинской ССР, наладила связь с членами ОУН из Галиции. Также поддерживала знакомство с членами товарищества украинских эмигрантов «Буковина» и по их просьбе организовала сбор медикаментов для арестованных украинских националистов среди местного населения. Собрав пожертвований на сумму более 35 тысяч леев, заручилась авторитетом среди своих товарищей. Весной 1941 года познакомилась с членами ОУН(б), в том числе с Г. В. Барабашем, которого на Буковину с целью учреждения местной организации прислал Центральный провод ОУН. Включив Галицкую в списки симпатизантов, Барабаш в течение 1941 года трижды приезжал к ней и привозил литературу про споры между ОУН(б) и ОУН(м). Также с подачи редактора журнала «Батава» — Ю. А. Русова — познакомилась с идеологом украинского национализма Д. И. Донцовым, который произвёл на Галицкую «неизгладимое впечатление». После отступления советских войск продолжила работу в националистическом движении уже под румынской оккупацией.

### На организационной и дипломатической работе в ОУН
В начале 1942 года румынская полиция в Черновцах арестовала большую группу членов ОУН в количестве 22-х человек, а также обыскала квартиру Галицкой, но ничего у неё не обнаружила. Оставшись на свободе, она выслала арестованным в тюрьму более тысячи леев с продуктами питания. В марте того же года по просьбе арестованного руководителя буковинского провода ОУН М. В. Колотило выехала в Яссы, где тот ожидал суда в местной тюрьме. Имитировав сумасшествие, он был помещён в психиатрическую больницу и там попал под опеку врача Смереки, уроженца буковинских Вашковцев. Прибыв в Яссы, Галицкая хорошо изучила систему охраны и ситуацию, в которой находился Колотило. В конце июня 1942 года она организовала его успешный побег, ввиду чего стала практически женщиной-легендой. Приобретя одежду и запас продуктов, Галицкая пробралась в больничную палату и с помощью Смереки вывела Колотило буквально из-под носа агентов сигуранцы. Добравшись до Вашковцев, они перебрались в село Шубранец и на время затаились, учитывая, что румынская полиция уже разыскивала беглецов. Вскоре Галицкая и Колотило связались с уездным проводником ОУН М. И. Гайдуком, а также с новым буковинским проводником Д. П. Гирюком. Они помогли Галицкой и Колотило нелегально переправиться в Галицию с помощью связного Нагорняка («Лис») и местного станичного Лукьяненко («Крига»), отвечавших за связь между галицийской и буковинской ячейками ОУН. Прибыв в Коломыю, Галицкая и Колотило встретились с окружным проводником ОУН В. В. Андрусяком и связной Понич («Одарка»), которые помогли наладить контакт с Центральным проводом и бежать во Львов, уже от немецкого гестапо. Тогда же, в 1942 году, Галицкая перешла в ряды ОУН(б).
После проверки Службой безопасности ОУН и встречи с членом Центрального провода Барабашем, Галицкая поступила в распоряжение начальника 2-го отдела Я. Т. Старуха. Он курировал изготовление фиктивных документов для членов ОУН и работу типографии, где изготовляли бланки паспортов СССР и ряда европейских государств, в заполнении которых участвовала Галицкая. В ноябре—декабре 1942 года по Львову прокатилась новая волна арестов украинских националистов, немцами задержан был и Старух. В попытке избежать ареста Барабаш посоветовал Галицкой поехать к его родным в село Конюхов на Стрыйщине, однако по совету Колотило выехала с ним в Коломыю. Их целью было выполнить задание Львовского краевого провода, а именно — установить связь с руководством Буковинского провода ОУН и в дальнейшем его возглавить. Прибыв к руководителю областного провода Я. М. Мельнику в Станислав, по его просьбе они приняли участие в 10-дневной подготовке уездных и районных проводников при Коломыйском окружном проводе, где Галицкая преподавала идеологию, а Колотило — политическую историю. Кроме того, они организовали издание газеты «Мечем» в качестве печатного органа Буковинского провода ОУН, причём первый номер издали тиражом в две тысячи экземпляров, из которых полторы тысячи переправили на Буковину, для распространения по подпольным каналам в Буковинском и Коломыйском уездах, а пятьсот — в Центральный провод. Также Галицкая преподавала идеологию и санитарное дело на 14-дневных курсах для женщин-членов ОУН, организованных уездным проводником ОУН Снятынщины «Крапивой».
В марте 1943 года Мельник снова вызвал Галицкую в Станислав и поручил провести обучение ещё девяти женщин, а впоследствии она выпустила ещё два курса для женских отделов Станиславского и Галицкого уездов ОУН. В целом, Галицкая организовала четырнадцать различных учебных школ, обучив порядка 140—150 человек. В апреле 1943 года Галицкая получила сообщение от Колотило о массовых арестах членов ОУН на Буковине, поэтому решила остаться в Галиции. По просьбе Колотило краевой провод ОУН на Западноукраинских землях назначил Галицкую референтом Буковины, ответственной за связь с Галицией. Финансовый референт «Улас» выделил ей 60 тысяч злотых, на которые была закуплена литература, высланная затем на Буковину. Галицкая также организовала подпольную сеть ОУН в селах на прилегающей к Буковине территории, которая выполняла задачи разведки и связи с Буковинским проводом. В декабре 1943 года, узнав об аресте Колотило, Галицкая проинформировала об этом Станиславский областной провод, а после ареста Гирюка Западноукраинский краевой провод принял решение временно прекратить деятельность Буковинского провода. Сама Галицкая получила задание приступить к созданию женской сети ОУН в Галиции, для чего провод организовал женские курсы. От своего руководства она требовала создать для своих работниц «тепличные» условия, обеспечить повстанческие госпитали всем необходимым инструментарием и лекарствами, чего было сложно достичь в условиях подполья и постоянных передвижений по горной местности. Тем не менее, Галицкая подготовила два выпуска женщин, обучив семь инструкторов, которые затем были направлены в разные области ОУН, однако до конца завершить свою работу не смогла.
В январе 1944 года Галицкая отправилась во Львов по вызову руководителя Референтуры внешних связей Центрального провода ОУН Н. К. Лебедя, куда уехала вместе с И. Ф. Белейовичем и связным «Юрко». Во Львове Галицкая встретилась с организатором Украинской повстанческой армии в Галиции А. А. Луцким, а затем с самим Лебедем, который сообщил ей о том, что руководитель Одесского провода ОУН «Ярема» начал переговоры с румынскими властями. Лебедь поручил Галицкой связаться с ним и передать требования Центрального провода к правительству Румынии о справедливости притязаний ОУН, освобождении украинских политических заключённых из тюрем, даровании украинцам статуса национального меньшинства, создании на территории Буковины и Бессарабии украинского губернаторства с организацией украинских школ, церквей и печати, а также возможного признания украинского государства в случае создания в его этнических границах. На встрече обсуждалась также возможность создания украинского правительства Буковины, если для этого возникнут благоприятные условия, и Галицкая назвала несколько кандидатур, с которыми Лебедь согласился, наделив её полномочиями по формированию правительства в случае согласования этого вопроса с румынами.
Лебедь поручил Галицкой после отступления немцев выехать на Буковину и организовать там оуновскую сеть, после чего вместе с «Яремой» отбыть в Румынию и с помощью румын, если те согласятся на требования Центрального провода, изготовить паспорта для членов ОУН. В заключение, Лебедь пообещал Галицкой в будущем взять её на дипломатическую работу. Прибыв в Станислав, Галицкая встретилась с Мельником и передала руководство женской сетью областного провода ОУН под управление подпольщицы «Галичанки», а затем уехала в Коломыю, где проинформировала «Ярему» о полученных от Лебедя указаниях. Тот в свою очередь рассказал о встречах с румынской стороной и о переговорах, состоявшихся с участием представителей Центрального провода. Приняв участие в проведении переговоров, впоследствии Галицкая отмечала, что румыны согласились на требования об обеспечении культурных прав украинцев, но отказались признать Буковину и Бессарабию украинскими землями, настаивая на сохранении межгосударственных границ по состоянию 1939 года. После окончания переговоров представители Центрального провода выехали в Галицию, чтобы доложить о результатах и получить дальнейшие указания от Лебедя. Некоторое время Галицкая ожидала курьеров с материалами от Лебедя, чтобы затем выехать в Румынию с «Яремой», однако в это самое время советские войска пошли в наступление на Румынию, и связь прервалась.

### Руководство Буковинским проводом ОУН
Деятельность эмиссаров Буковинского провода ОУН в период румынской оккупации ограничивалась поддержанием организационных связей, к открытому противостоянию бойцы были не готовы и поэтому находились в подчинении Коломыйского окружного провода, а фракционного раскола в их рядах не наблюдалось. К организации вооружённой борьбы на Буковине ОУН приступила только в марте—апреле 1944 года, когда часть области была уже освобождена Красной армией от румынских и немецких оккупантов, а горные районы ещё находились под венграми и немцами. 26 марта 1944 года Галицкая с личной охраной в составе десяти человек отправилась на Буковину, где приступила к созданию новой организационной сети ОУН и отрядов УПА. Тогда же она была назначена проводником Буковинского областного провода, став первой женщиной — руководителем провода ОУН. Имея в распоряжении сотню бойцов УПА и сформировав четыре боёвки под руководством «Тихого», «Лугового», «Кармелюка» и «Гайворона» по 25 человек в каждой, Галицкая разослала их по районам для ведения организаторской, пропагандистской, мобилизационной работы, вооружённой борьбы против органов советской власти, подразделений внутренних войск НКВД и Красной армии. Прибыв в Вашковецкий район и выбрав его базой для организации революционно-освободительного движения, Мотря связалась с группой бывшего коменданта жандармерии Косовского уезда В. М. Шумкой, которому поручила заняться созданием в горах школьного лагеря УПА и обучением новобранцев.
К июню 1944 года курень насчитывал 800 бойцов, организованных в Буковинскую украинскую самооборонную армию под командованием Шумки, который, однако, вскоре без разрешения провода вступил в переговоры с немцами и перешёл на их сторону. По оценкам историков, организационно-политическая и хозяйственная деятельность Буковинского куреня УПА отличалась хорошей организованностью, в частности, в распоряжении бойцов имелся свой транспорт, были организованы оружейные и одёжные мастерские, в каждом селе был станичный, который занимался сбором информации, продуктов питания, денег, обмундирования, отбором и подготовкой бойцов. В августе 1944 года Галицкая была вызвана в Тернопольскую область для доклада о работе Буковинского провода и сети ОУН в Румынии, тогда как Красная армия пошла в наступление. К сентябрю 1944 года после ухода немецких войск из Буковины горные районы оказались полностью подконтрольны внутренним войскам НКВД, в результате чего практически все боёвки были разгромлены, а Шумка со своим отрядом ушёл в Австрию. Вернувшись в Буковину, в октябре того же года Галицкая сформировала новый окружной провод, организовав на территории Черновицкой области четыре уездных провода, а также пять боёвок по 20—30 человек в каждой. На деятельности буковинской организации негативно сказывался постоянный конфликт с проводником Коломыйского окружного провода ОУН В. Н. Савчаком, который занимался делами Буковины и в декабре сместил Галицкую с поста окружного проводника, но она не согласилась с этим решением и продолжила исполнять свои обязанности. Активную работу Галицкой прервал лишь арест НКВД, ознаменовавший перелом для подпольного движения на Буковине.

### Плен и арест
В декабре 1944 года в Заставновском районе появилась боёвка некоего «Быстрого», которая в первых числах месяца якобы провела бой с войсками НКВД и понесла большие потери. Наладив связь с местной организацией и встретившись с Галицкой, «Быстрый» сказал, что хочет со своим куренём перейти на Буковину при условии обеспечения ему материальной базы и лояльного отношения местного населения. По словам «Быстрого» выходило, что у него полно оружия и людей, с которыми он хочет напасть на Черновцы и освободить из местной тюрьмы всех арестованных, однако Галицкая возразила, поскольку город был переполнен советскими войсками. Вскоре он исчез и больше на Буковине не появлялся. В дальнейшем выяснилось, что боёвка «Быстрого» являлась фиктивной и была сформирована управлением НКВД по Тернопольской области, а возглавлял её майор госбезопасности А. И. Соколов, представленный за борьбу с «украинско-немецкими националистами» к званию Героя Советского Союза. Такие случаи на Буковине были нередки, спецотряды НКВД под видом боёвок устанавливали связь с проводниками, выясняли информацию о местной организации, а затем исчезали, после чего в районах начинались аресты. 29 декабря того же года в селе Васлововцы Садгорского района проходило совещание руководящего состава Буковинского провода ОУН. Накануне, 28 декабря, Галицкая выслала боёвку К. Д. Майданского («Юрась») для проведения акций по сёлам Заставновского района, а боёвку В. Н. Куруляка («Сам-свой») — в Вашковецкий и Вижницкий районы. Руководящий состав охраняла лишь небольшая боёвка. Переходя от села к селу, они попали в облаву войск НКВД численностью в 300 человек и приняли неравный бой.
Заместитель проводника М. В. Киндзирский погиб в бою, а Галицкая с М. И. Гайдуком попали в плен. В результате предательства одного из членов организации весь краевой провод был разгромлен, пленена и убита вся обслуга и охрана. Будучи раненой, Галицкая пыталась покончить жизнь самоубийством и выстрелила себе в голову — в тяжёлом состоянии её отправили под охраной в больницу в Черновцах, где пленная была спасена врачами. Придя в себя, ослепшая от ранения Галицкая совершила вторую попытку самоубийства, пытаясь пальцами расковырять раны на голове, однако осуществить задуманное ей не дали. Через полгода после пленения Галицкой НКВД схватило её референтов, которые в попытке спасти свою жизнь раскрыли сотрудникам НКВД информацию о подполье ОУН и его боевых формированиях. Помимо четырёх проводников Буковинского провода ОУН, всего было арестовано 1372 бойцов УПА, станичных, разведчиков и связных. Быстро сломавшись, Гайдук раскрыл следствию структуру провода, однако пытался «сохранить организацию и сузить рамки даваемых следствию показаний». Как следует из документов НКВД, он охарактеризовал Галицкую как «человека, который никогда не даст нужных нам показаний, касающихся ОУН и УПА на Буковине». Формально Галицкая была арестована 18 апреля 1945 года сотрудниками УНКВД по Черновицкой области при не выясненных до конца обстоятельствах, однако до этого, по сложившейся в органах «традиции», несколько месяцев продержана в тюрьме в попытке выяснить и использовать её возможности.

### Операция «Бочка»
Не сумев добиться от Галицкой признательных показаний, чекисты прибегли к хитрости и организовали операцию «Бочка», известную под более формальным названием «Литерное мероприятие „ЛП“», где «ЛП» — это лже-провод в виде агентурно-боевой группы НКВД, действовавшей под легендой украинских повстанцев. Операция была проведена на Рождество, ночью 7 января 1945 года, когда доступ в больницу был возможен, а дежурила местная санитарка-украинка, пользовавшаяся доверием Галицкой. Чекисты, изображавшие из себя представителей Центрального провода ОУН, выкрали Галицкую из больницы и доставили на конспиративную квартиру в Черновцах. Для оказания Галицкой профессиональной медицинской помощи был привлечён профессор хирург Булевский, который прикинулся бывшим членом отряда атамана Т. Д. Боровца, а на деле в годы войны служил в партизанском отряде Д. Н. Медведева. Основную роль в операции играли легендированные чекисты — руководящий работник Центрального провода ОУН «Тарас» (он же заместитель начальника УНКВД подполковник госбезопасности Биленко), референт Службы безопасности «Иван» (начальник оперативного отделения УНКВД старший лейтенант госбезопасности Гончаренко), подпольщик «Стецко» (оперуполномоченный отдела по борьбе с бандитизмом старший лейтенант госбезопасности Гусак).
Обстановка конспиративной квартиры и участие врача убедили Галицкую в правдоподобности происходящего. Некоторую настороженность у неё вызвало появление представителей ОУН, однако Галицкая ошибочно в «Тарасе» опознала «Ярого», действительного работника Центрального провода, которого лично не видела, но знала его приметы. Чтобы усилить ощущение реальности, чекисты имитировали опасность возможного повторного ареста Галицкой и дважды меняли конспиративные квартиры из-за «опасения провала», причём перевозили её в пустом шкафу или диване. Держателями квартир выступили две женщины-украинки — «Даша» и «Клава». Галицкая, которая сама организовывала побег из больницы своего товарища в 1942 году, судя по всему, поверила в то, что её действительно спасли. Когда Галицкой стало лучше, «Тарас» объявил что по поручению Центрального провода он обязан расследовать провалы участников сети ОУН на Буковине, возникшие после её задержания. Вести же следствие будет «Иван», которому надо предоставить полные списки подпольщиков для проверки и обнаружения провокаторов. При этом «Иван» был достаточно жестким следователем и играл роль «плохого полицейского», а «добрым» был «Стецко», который, «пользуясь дружбой и доверием» Галицкой, «получил от неё дополнительные сведения о многих членах ОУН». Опасаясь того, что «этот жестокий эсбист способен её задушить без разрешения центрального провода ОУН», Галицкая не сообщала «Ивану» содержание своих разговоров со «Стецко». «Стецко» делал вид, что влюблён в Галицкую, предлагал жениться и затем явиться с повинной в НКВД, а она отвечала ему взаимностью, желая осесть для мирной жизни в Румынии.
В среде ОУН знали, что Галицкую поймали и она начала выдавать информацию, однако скрывали этот факт от широкого круга подпольщиков. В апреле 1945 года она была награждена Бронзовым Крестом Заслуги, став первой женщиной в этом качестве. В результате «допроса» Галицкая представила исчерпывающую информацию о структуре и участниках подполья на Буковине, назвав более 242 членов ОУН на Буковине, в результате чего сотрудники НКВД получили довольно полную картину деятельности украинского подполья в 1943—1944 годах. Как указывалось в отчете госбезопасности, «в ходе оперативной реализации материалов, полученных в результате комбинации с „Мотрей“», был арестован ряд видных членов ОУН, в том числе члены областного провода, уездные, районные и подрайонные проводники, станичные, господарчие станичные, пропагандисты, связные, рядовые члены организации (в общей сложности — 175 человек), а также убито шесть человек из числа членов областного провода и районных проводников. Операцию курировал народный комиссар внутренних дел УССР комиссар госбезопасности 3 ранга В. С. Рясной, о её итогах народный комиссар внутренних дел СССР Л. П. Берия сообщил лично И. В. Сталину, доклад вошёл в его «особые папки» о подавлении повстанческого движения на Украине. В документах не содержится свидетельств того, как Галицкая восприняла информацию о том, что стала жертвой провокации, явилась причиной ареста и убийств сотен своих соратников. Гайдук сам был расстрелян в 1945 году. В августе того же года в тюрьме Галицкая от «Стецко» родила сына, судьба его осталась неизвестной.

### Заключение, смерть
31 августа 1945 года военный трибунал войск НКВД Черновицкой области осудил Галицкую по статьям 54-1 «а» и 54-11 Уголовного кодекса Украинской ССР к расстрелу, приговор был окончательный и обжалованию не подлежал. Однако 1 октября 1945 года, «приняв во внимание, что осуждённая Галицкая помогла советским органам в ликвидации подпольной организации ОУН на территории Буковины», Военная коллегия Верховного суда СССР заменила расстрел на 10 лет исправительно-трудовых лагерей с поражением в политических правах на 5 лет. В некоторых источниках указывается, что после осуждения Галицкой сведений о её дальнейшей судьбе нет. По другим данным, срок отбывала в карагандинских лагерях, а в 1957 году (или в 1958 году) вышла на свободу.
Не имея разрешения вернуться на Буковину, уехала на спецпоселение в Дудинку и вышла замуж за бывшего бойца УПА Василия Одинца. В дальнейшем проживала в Казахстане, скончалась в 1985 году в Караганде, где и похоронена. В постсоветское время так и не была реабилитирована, по мнению историков, это обусловлено предвзятым и устаревшим подходом сотрудников прокуратуры — основанием для отказа послужило то, что у Галицкой изъяли оружие, хотя нет никаких доказательств того, что она кого-то убила, и, напротив, даже пыталась покончить с собой. По другим данным, Галицкая участвовала в покушениях на представителей советской власти, в частности, в селе Самушин застрелила и выбросила в Днестр заведующего кооперативом, руководила ликвидацией главы сельсовета и милиционера в селе Шубранец. Как указывается в исторической литературе, та загадочная роль, которую Галицкая сыграла в процессе ликвидации буковинского подполья, ещё ждет основательного исследования.

## Награды
- Кавалер Бронзового Креста Заслуги (25 апреля 1945 года, решением Главного военного штаба УПА[укр.]) — за заслуги в национально-освободительной борьбе против оккупантов[13][7].